# Okręg Gorj
Gorj – okręg w południowo-zachodniej Rumunii (Wołoszczyzna), ze stolicą w mieście Târgu Jiu. W 2011 roku liczył 341 594 mieszkańców. Okręg ma powierzchnię 5602 km², a w 2002 roku gęstość zaludnienia wynosiła 71 osób/km².

## Struktura narodowościowa
Według spisu ludności z roku 2011 okręg Gorj zamieszkiwały następujące narodowości:
- Rumuni - 94,2%
- Romowie - 2,0%
- Węgrzy - 0,039%
- Włosi - 0,008%
- Ukraińcy - 0,007%
- Niemcy - 0,006%
- Serbowie - 0,005%
- Turcy - 0,003%
- Rosjanie - 0,003%
- Czesi - 0,003%

## Miasta
- Târgu Jiu
- Motru
- Rovinari
- Bumbești-Jiu
- Târgu Cărbunești
- Novaci
- Țicleni
- Tismana
- Turceni

## Gminy
- Albeni
- Alimpești
- Aninoasa
- Arcani
- Baia de Fier
- Bălănești
- Bălești
- Bărbătești
- Bengești-Ciocadia
- Berlești
- Bâlteni
- Bolboși
- Borăscu
- Brănești
- Bumbești-Pițic
- Bustuchin
- Câlnic
- Căpreni
- Cătunele
- Ciuperceni
- Crasna
- Crușeț
- Dănciulești
- Dănești
- Drăgotești
- Drăguțești
- Fărcășești
- Glogova
- Godinești
- Hurezani
- Ionești
- Jupânești
- Lelești
- Licurici
- Logrești
- Mătăsari
- Mușetești
- Negomir
- Padeș
- Peștișani
- Plopșoru
- Polovragi
- Prigoria
- Roșia de Amaradia
- Runcu
- Săcelu
- Samarinești
- Săulești
- Schela
- Scoarța
- Slivilești
- Stănești
- Stejari
- Stoina
- Telești
- Turburea
- Turcinești
- Țânțăreni
- Urdari
- Văgiulești
- Vladimir